# Jagdstaffel 64
A Jagdstaffel 64, conhecida também por Jasta 64, foi um esquadra de aeronaves da Luftstreitkräfte, o braço aéreo das forças armadas alemãs durante a Primeira Guerra Mundial. No total, esta esquadra abateu mais de 20 aeronaves inimigas, embora apenas haja registo de apenas 20.

## Aeronaves
- Fokker D.VII